# 秦瀋旅客専用線
秦瀋旅客専用線（しんしんりょかくせんようせん、中文表記: 秦沈客运专线）は中華人民共和国の高速鉄道路線の一つで、河北省秦皇島市の秦皇島駅を起点に遼寧省興城市、葫芦島市、錦州市、台安県、遼中県を経由し瀋陽市の瀋陽北駅に至る路線長404.65kmの鉄道路線である。電化方式は交流25kV50Hzである。

## 概要
秦瀋旅客専用線は1999年8月16日に全面着工され150億人民元を費やし、2003年10月12日に正式に開業した。当時中国国内では最先端の鉄道路線であった。全線の設計最高速度は250km/hである。軌道構造は大半がバラスト軌道となっている。2006年12月31日より、京哈線の一部に編入された。
山海関駅から綏中北駅の間では300km/hへの速度向上試験に対応している。2002年にこの区間で中国国鉄DJJ2型電車（チャイナスター）が当時中国での鉄輪式鉄道での最高速度である320km/hを記録している。
秦瀋旅客専用線は旅客専用の高速路線として駅間が長く取られており全線で10箇所の駅が設定されている。平均駅間は40kmで、また分岐器により制限速度が異なっている。2009年現在、CRH型車両（和諧号動車組）によって平均速度197km/hで営業運転が行われている。信号保安方式は、車内信号式であるTVM-430を採用している。
2011年8月28日のダイヤ改正で中国の多くの他の高速鉄道と同時に、営業列車の最高速度が250km/hから200km/hへと下げられた。

## 駅一覧
| 駅名       | 駅名         | 駅名           | 駅間 キロ | 累計 キロ | 接続路線・備考                                               | 所在地 | 所在地   | 所在地   |
| 日本語     | 簡体字中国語 | 英語           | 駅間 キロ | 累計 キロ | 接続路線・備考                                               | 所在地 | 所在地   | 所在地   |
| ---------- | ------------ | -------------- | --------- | --------- | ------------------------------------------------------------ | ------ | -------- | -------- |
| 秦皇島駅   | 秦皇岛站     | Qinhuangdao    |           | 0         | 中国国鉄:■京秦線（京哈線）、■大秦線、■津山線 ■津秦旅客専用線 | 河北省 | 秦皇島市 | 海港区   |
| 山海関駅   | 山海关站     | Shanhaiguan    | 16        | 16        | 中国国鉄:■瀋山線、■津山線                                    | 河北省 | 秦皇島市 | 山海関区 |
| 東戴河駅   | 東戴河站     | Dongdaihe      | 8.5       | 24.5      |                                                              | 遼寧省 | 葫芦島市 | 綏中県   |
| 綏中北駅   | 绥中北站     | Suizhong North | 64        | 79        |                                                              | 遼寧省 | 葫芦島市 | 綏中県   |
| 葫芦島北駅 | 葫芦岛北站   | Huludao North  | 59        | 138       |                                                              | 遼寧省 | 葫芦島市 | 連山区   |
| 錦州南駅   | 锦州南站     | Jinzhou South  | 43        | 181       |                                                              | 遼寧省 | 錦州市   | 太和区   |
| 盤錦北駅   | 盘锦北站     | Panjin North   | 69        | 250       | ■盤営旅客専用線                                              | 遼寧省 | 盤錦市   | 盤山県   |
| 台安駅     | 台安站       | Tai'an         | 55        | 305       |                                                              | 遼寧省 | 鞍山市   | 台安県   |
| 遼中駅     | 辽中站       | Liaozhong      | 31        | 336       | 中国国鉄:■瀋山線                                             | 遼寧省 | 瀋陽市   | 遼中区   |
| 皇姑屯駅   | 皇姑屯站     | Huanggutun     | 65        | 401       |                                                              | 遼寧省 | 瀋陽市   | 皇姑区   |
| 瀋陽北駅   | 沈阳北站     | Shenyang North | 4         | 404.65    | 中国国鉄:■瀋山線、哈大線（京哈線）、瀋大線、瀋吉線           | 遼寧省 | 瀋陽市   | 瀋河区   |

## 歴史
- 1999年8月16日 - 全面着工。
- 2002年11月27日 - DJJ2型「中華之星」が速度試験で321.5 km/hを記録した。なおこの前後にも当線において他の形式の電車等による記録試験が行われている。詳細は中華人民共和国の高速鉄道参照。
- 2003年10月12日 - 正式開業。中国初の高速鉄道専用路線であった。
- 2006年12月31日 - 山海関 - 皇姑屯間が現瀋山線の代わりに京哈線に編入された。
- 2011年8月28日 - 最高速度が200km/hに下げられた。